# Brazilian Journal of Botany
Brazilian Journal of Botany (skrót: Br. J. Bot.) – brazylijskie, anglojęzyczne, recenzowane czasopismo naukowe publikujące w dziedzinie botaniki.
Czasopismo to utworzone zostało 26 września 1976 roku na dorocznym zjeździe znajdującej się w São Paulo sekcji Sociedade Botânica do Brasil. Jego założycielami byli Gil Martins Felippe, Walter Handro, Eurico Cabral de Oliveira, Sonia M.C. Dietrich, Therezinha Sant’Anna, Peter Gibbs, Nanuza Luiza de Menezes – wszyscy weszli w skład komitetu redakcyjnego, przy czym ten ostatni jako redaktor naczelny. Pierwsze dwa numery pod nazwą Revista Brasileira de Botânica (skrót: Revta. bras. Bot.) ukazały się w 1978 dzięki wsparciu Fundação de Amparo à Pesquisa do Estado de São Paulo. Od 1997 obok wersji papierowej pojawiła się elektroniczna, do 2012 hostowana przez Scielo. Od 2013 pismo wydawane jest przez Springer Verlag jako oficjalna publikacja Sociedade Botânica de São Paulo.
Pismo publikuje artykułu dotyczące biochemii, fizjologii, biotechnologii, ekologii, biogeografii, genetyki, biologii ewolucyjnej, biologii rozrodu, morfologii, systematyki i filogenezy roślin.
W 2017 roku jego wskaźnik cytowań wynosił według Journal Citation Reports 0,779.